# Подгорье (Поморянская поселковая община)
Подгорье (укр. Підгір'я) — село в Поморянской поселковой общине Золочевского района Львовской области Украины.
Население по переписи 2001 года составляло 153 человека. Занимает площадь 2,03 км². Почтовый индекс — 80755. Телефонный код — 3265.

## История
В 1946 г. Указом ПВС УССР село Угорцы переименовано в Подгорье.